# MDEA (drug)
3,4-Methylenedioxy-N-ethylamphetamine (MDEA, MDE; "Eve") is een zowel empathogene als entactogene psychedelische drug, en stimulans van de fenylethylamine en amfetamine stofklasses. Deze wordt soms gevonden in XTC pillen als vervanger voor MDMA, dit omdat MDEA minder potent is dan MDMA.
Net als MDMA ("Ecstasy") en andere methyleendioxymethamfetamines (afgeleide fenylethylamines), bevordert MDEA de vrijgave van serotonine, noradrenaline en dopamine. Er is een iets hogere dosis nodig (100–180 mg) om het gewenste effect te krijgen dan van MDMA (80–140 mg), de effecten duren zo'n 3 tot 5 uur.
De subjectieve effecten van MDEA lijken tot op zekere hoogte op MDMA. Echter worden de euforie en het 'warme gevoel' bekend van MDMA niet in dezelfde mate geïnduceerd. Daarnaast zijn de effecten van MDEA niet zo oppeppend als die van MDMA.